# Condon (Oregón)
Condon es la sede del condado de Gilliam en el estado estadounidense de Oregón. En el año 2000 tenía una población de 759 habitantes y una densidad poblacional de 340.8 personas por km².

## Geografía
Condon se encuentra ubicada en las coordenadas 45°14′8″N 120°11′6″O / 45.23556, -120.18500.

## Demografía
Según la Oficina del Censo en 2000 los ingresos medios por hogar en la localidad eran de $32,667, y los ingresos medios por familia eran $40,000. Los hombres tenían unos ingresos medios de $30,500 frente a los $21,042 para las mujeres. La renta per cápita para la localidad era de $18,481. Alrededor del 5.4% de la población estaban por debajo del umbral de pobreza.